# 전은미 (1984년)
전은미(1984년 10월 16일 ~ )은 대한민국의 걸 그룹 쥬얼리의 전 멤버이자, 연극배우이다.
2007년 '보잉보잉'에서 6개월간 무대경험을 쌓은 전은미는 이번 연극에서 미모의 모델로 더블 캐스팅되었다.
2013년 1월 E.M이라는 이름으로 디지털 싱글을 발매하였다.

## 학력
- 안양예술고등학교 연극영화과

## 앨범
솔로음반
| 앨범 번호 | 앨범 정보                            | 트랙 리스트                       |
| --------- | ------------------------------------ | --------------------------------- |
| 1         | Switch On - 발매일 : 2013년 1월 16일 | 1. Switch On 2. Switch On (Inst.) |